# Go Go Tales
Pour plus de détails, voir Fiche technique et Distribution.
Go Go Tales est un film italo-américain réalisé par Abel Ferrara, sorti en 2007.

## Synopsis
Ray Ruby, le gérant du Paradise Ray Ruby, est inquiet de la baisse du nombre de touristes dans son établissement. Il décide de lancer une loterie pour les faire venir. Ayant désespérément besoin d'argent pour garder l'établissement ouvert, Ray tente de trouver le billet gagnant de sa propre loterie. Son frère Johnie permet de garder le club ouvert.

## Fiche technique
- Titre : Go Go Tales
- Réalisation : Abel Ferrara
- Scénario : Abel Ferrara et Scott Pardo
- Musique : Francis Kuipers
- Photographie : Fabio Cianchetti
- Montage : Fabio Nunziata
- Production : Enrico Coletti et Massimo Cortesi (producteurs délégués)
- Société de production : Bellatrix, De Negris Productions, Go Go Tales et Surreel
- Société de distribution : Capricci Films (France)
- Pays de production :  Italie et  États-Unis
- Format : Couleurs - Dolby Digital - 35 mm
- Genre : Comédie dramatique
- Durée : 96 minutes
- Dates de sortie : 
  - France : 23 mai 2007 (Fersival de Cannes), 8 février 2012
  - Italie : 20 juin 2008
  - États-Unis : 7 janvier 2011

## Distribution
- Willem Dafoe : Ray Ruby
- Bob Hoskins : le baron
- Matthew Modine : Johnie Ruby
- Asia Argento : Monroe
- Riccardo Scamarcio : docteur Steven
- Sylvia Miles : Lilian Murray
- Roy Dotrice : Jay
- Joseph Cortese : Danny Cash
- Burt Young : Murray
- Stefania Rocca : Debby
- Bianca Balti : Adrian
- Shanyn Leigh : Dolle
- Lou Doillon : Lola
- Frankie Cee : Luigi
- Pras : Sandman
- Yuliya Mayarchuk : Tania